# Olax hypoleuca
Olax hypoleuca är en tvåhjärtbladig växtart som beskrevs av Henri Ernest Baillon. Olax hypoleuca ingår i släktet Olax och familjen Olacaceae. Utöver nominatformen finns också underarten O. h. microphylla.